# Silene sargentii
Silene sargentii là loài thực vật có hoa thuộc họ Cẩm chướng. Loài này được S. Watson miêu tả khoa học đầu tiên năm 1879.